# Vicente Iborra
Vicente Iborra de la Fuente (ur. 16 stycznia 1988 w Moncadzie) – hiszpański piłkarz występujący na pozycji defensywnego pomocnika w klubie Levante, na wypożyczeniu z Villarreal CF.

## Kariera
Profesjonalną karierę piłkarską związał z klubem z rodzinnego miasta, Levante UD. Debiut w składzie pierwszej drużyny zaliczył w sezonie 2007/08, na skutek rezygnacji z gry części podstawowych zawodników związanych z zapaścią finansową Los Granotas. Wówczas to po występie w spotkaniu Copa del Rey przeciwko Getafe CF 9 stycznia 2008 roku, cztery dni później wystąpił w meczu Primera División przeciwko Realowi Madryt (przegranym 0:2).
Po spadku swojego klubu do drugiej ligi stał się zawodnikiem wyjściowej jedenastki. Znany z nieustępliwości, waleczności, nawet wręcz z brutalności, o czym świadczy ponadprzeciętna liczba żółtych i czerwonych kartek, którą zawodnik ten zbiera w każdym sezonie. Po powrocie klubu, który przezwyciężył wewnętrzny kryzys finansowy, do La Liga, początkowo był graczem rezerwowym. Zmieniło się to po przejęciu funkcji szkoleniowca przez Juana Ignacio Martíneza, który uczynił Iborrę kluczowym elementem swojej układanki. Wysoka dyspozycja młodego defensywnego pomocnika i jego kolegów przyniosła klubowi pierwszy w jego historii awans do europejskich pucharów (6. miejsce w tabeli równało się wówczas możliwości występów w Lidze Europejskiej) – Levante doszło później do 1/8 finału.
Dwa sezony później waleczny gracz drugiej linii znalazł zatrudnienie w innym zespole Primera División, Sevilli FC.
| Sezon     | Klub           | Kraj      | Liga               | Mecze | Gole |
| --------- | -------------- | --------- | ------------------ | ----- | ---- |
| 2007/2008 | Levante B      | Hiszpania | Segunda División B | 17    | 4    |
| 2007/2008 | Levante UD     | Hiszpania | Primera División   | 14    | 1    |
| 2008/2009 | Levante UD     | Hiszpania | Segunda División   | 31    | 2    |
| 2009/2010 | Levante UD     | Hiszpania | Segunda División   | 36    | 1    |
| 2010/2011 | Levante UD     | Hiszpania | Primera División   | 16    | 0    |
| 2011/2012 | Levante UD     | Hiszpania | Primera División   | 33    | 0    |
| 2012/2013 | Levante UD     | Hiszpania | Primera División   | 35    | 4    |
| 2013/2014 | Sevilla FC     | Hiszpania | Primera División   | 26    | 3    |
| 2014/2015 | Sevilla FC     | Hiszpania | Primera División   | 26    | 7    |
| 2015/2016 | Sevilla FC     | Hiszpania | Primera División   | 29    | 7    |
| 2016/2017 | Sevilla FC     | Hiszpania | Primera División   | 31    | 7    |
| 2017/2018 | Leicester City | Anglia    | Premier League     | 19    | 3    |
| 2018/2019 | Leicester City | Anglia    | Premier League     | 6     | 0    |
| 2018/2019 | Villarreal CF  | Hiszpania | Primera División   | 19    | 3    |
| Łącznie   | Łącznie        | Łącznie   | Łącznie            | 336   | 42   |